# 클라도셀라케

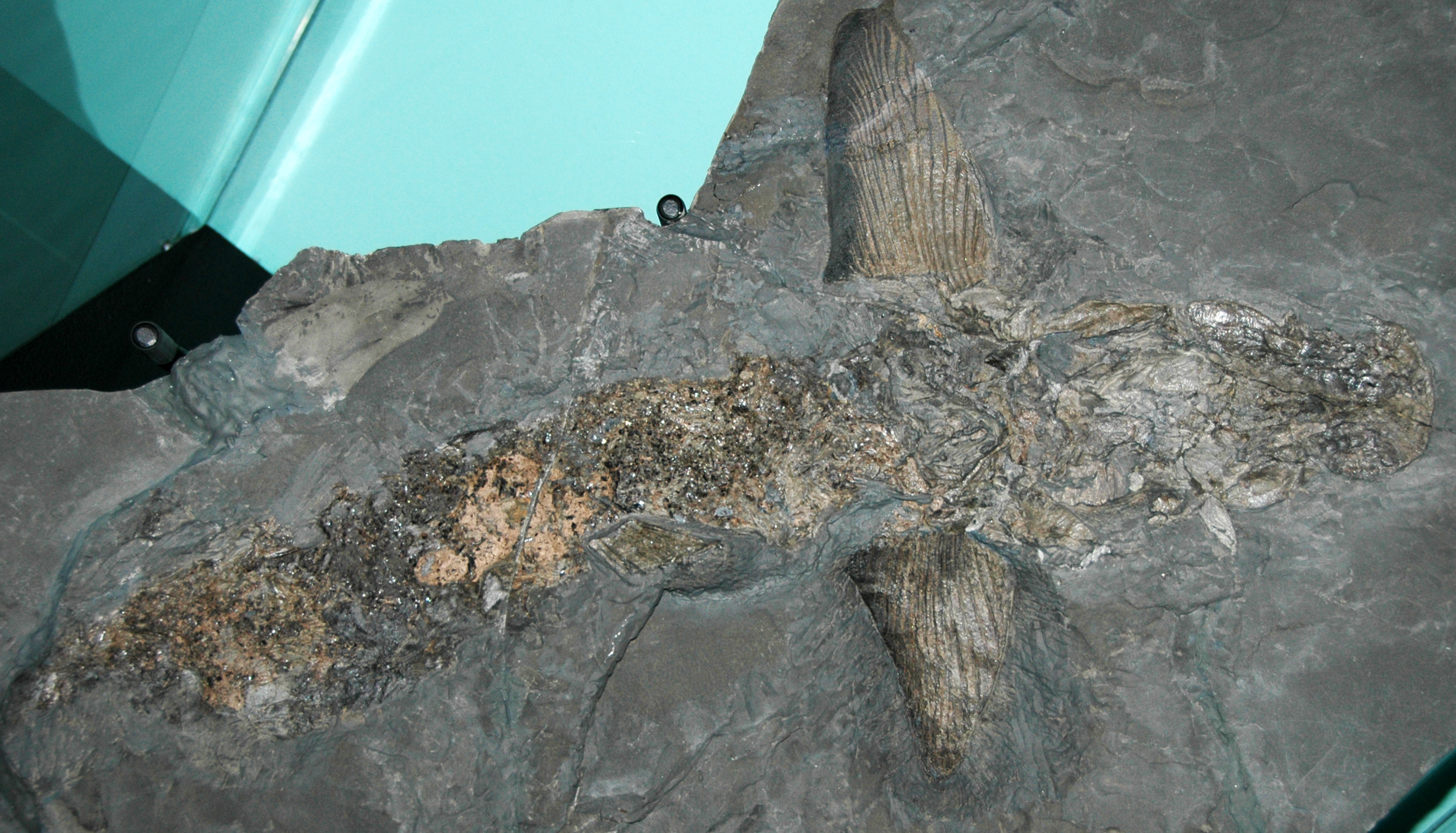
화석

클라도셀라케(Cladoselache)는 절멸한 상어속이다. 데본기에 등장했다.
이 원시적인 상어는 최대 1.8미터 길이로 성장하였으며 북아메리카 바다를 배회하였다. 유선형의 몸체와 두 갈래로 나뉜 꼬리를 갖추고 있어서 움직임이 빠르고 상당히 민첩한 포식동물로 알려져 있다. 클라도셀라케는 부분적으로는 이리호 남부 해안의 클리브랜드 셰일에서 발견된 잘 보존된 화석을 통해 부분적으로 미루어보아 초기 상어들 가운데 하나로 잘 알려져 있다. 골격과 화석이 잘 보존되어 있었는데, 여기에는 피부, 근섬유, 또 콩팥 등의 내장기관이 포함되었다.